# Andy Johns
Jeremy Andrew Johns, conosciuto come Andy Johns (Epsom, 20 maggio 1950 – Los Angeles, 7 aprile 2013), è stato un tecnico del suono britannico naturalizzato statunitense.

## Biografia
Nato nel Surrey, è zio del produttore Ethan Johns nonché fratello di Glyn Johns.
Ebbe modo di collaborare negli anni 1970 con Jethro Tull, Humble Pie e Rod Stewart, e lavorò spesso insieme a Eddie Kramer, affiancandolo nelle lavorazioni con la Jimi Hendrix Experience e più tardi con i Kiss.
In una carriera lunga più di quarant'anni, ha sonorizzato dischi di artisti quali Led Zeppelin, Rolling Stones e Van Halen. I dischi su cui ha lavorato hanno venduto oltre 200 milioni di copie.